# David Siegmund
David Oliver Siegmund (15 de novembro de 1941) é um estatístico estadunidense, que trabalhou extensivamente com análise sequencial.
Recebeu o Prêmio Samuel Wilks de 1998. Foi palestrante convidado do Congresso Internacional de Matemáticos em Berlim (1998).

## Publicações selecionadas
- com Y.S. Chow e H. Robbins, Great Expectations: The Theory of Optimal Stopping, Boston: Houghton Mifflin, 1971.
- com Rupert Miller, Maximally Selected Chi Square Statistics, Biometrics, 38, #4 (December 1982), pp. 1011–1016.
- Sequential Analysis: Tests and Confidence Intervals, New York: Springer, 1985, ISBN 0-387-96134-8.
- com John D. Storey e Jonathan E. Taylor, Strong control, conservative point estimation and simultaneous conservative consistency of false discovery rates: a unified approach, Journal of the Royal Statistical Society, Series B 66, #1 (February 2004), pp. 187–205, doi:10.1111/j.1467-9868.2004.00439.x.